# Park City, Utah
Park City är en stad i Summit County, och Wasatch County, i Utah. Den var från början en gruvstad, och grundades under 1800-talet. Staden är numera ett välförsett vintersportcenter med Canyons Resort, Deer Valley Resort, Park City Mountain Resort och Utah Olympic Park. Det finns dessutom flera restauranger, nattklubbar och hotell, samt aktivitetsmöjligheter året runt.
Varje år i slutet av januari hålls Sundance Film Festival här.

### Fotnoter
1. ↑  United States Census Bureau, 2010 U.S. Gazetteer Files, United States Census Bureau, 2010, läst: 9 juli 2020.[källa från Wikidata]
2. ↑  United States Census Bureau (red.), USA:s folkräkning 2020, läs online, läst: 1 januari 2022.[källa från Wikidata]
3. ↑  hämtat från: engelskspråkiga Wikipedia.[källa från Wikidata]
4. ↑  ”Sundance Film Festival”. Nationalencyklopedin. https://www.ne.se/uppslagsverk/encyklopedi/l%C3%A5ng/sundance-film-festival. Läst 22 mars 2019.